# Festival du film de Pula 2020
Le Festival du film de Pula 2020, 67e édition du festival, se déroule du 29 août au 4 septembre 2020.

## Déroulement et faits marquants
Initialement prévue du 18 au 26 juillet 2020, cette édition est reportée à septembre 2020 en raison de la pandémie de maladie à coronavirus de 2019-2020.
Le 4 septembre 2020, le palmarès est dévoilé : le film Tereza37 de Danilo Šerbedžija remporte le Grande Arène d'or du meilleur film, le prix de la meilleure réalisation et celui du meilleur scénario.

## Jury
- Lina Kežić, journaliste
- Dana Budisavljević, monteuse
- Ksenija Marinković, actrice
- Vesna Mort
- Danko Vučinović, directeur de la photographie

## Sélection

### Sélection croate
- Fishing and Fishermen's Conversations de Milan Trenc
- Go, Went, Gone de Ljubo Zdjelarević
- Mare de Andrea Štaka
- Mère et fille de Jure Pavlović
- Tereza37 de Danilo Šerbedžija
- The Voice de Ognjen Sviličić

### Minority Co-Production[Quoi ?]
- La Maison d'Aga de Lendita Zeqiraj
- All Against All de Andrej Košak
- Breasts de Marija Perović
- Corporation de Matej Nahtigal
- Don't Forget to Breathe de Martin Turk
- Le Père (Otac) de Srdan Golubović
- I Am Frank de Metod Pevec
- Leeches (Pijavice) de Dragan Marinković
- The Barefoot Emperor de Jessica Woodworth et Peter Brosens
- The Son de Ines Tanović

## Palmarès

### Sélection croate
- Grande Arène d'or du meilleur film : Tereza37 de Danilo Šerbedžija
- Arène d'or du meilleur réalisateur : Danilo Šerbedžija pour Tereza37
- Arène d'or du meilleur scénario : Lana Barić pour Tereza37
- Arène d'or de la meilleure actrice : Daria Lorenci Flatz pour son rôle dans Mère et fille
- Arène d'or du meilleur acteur : Rade Šerbedžija pour son rôle dans Fishing and Fishermen's Conversations
- Arène d'or de la meilleure actrice dans un second rôle : Ivana Roščić pour son rôle dans Tereza37
- Arène d'or du meilleur acteur dans un second rôle : Leon Lučev pour son rôle dans Fishing and Fishermen's Conversations
- Arène d'or de la meilleure photographie : Jana Plećaš pour Mère et fille
- Arène d'or du meilleur montage : Dubravka Turić pour Tereza37
- Arène d'or de la meilleure musique : Igor Paro pour Fishing and Fishermen's Conversations

### Minority Co-Production
- Meilleur film : La Maison d'Aga de Lendita Zeqiraj
- Meilleur réalisateur : Metod Pevec pour I Am Frank
- Meilleure prestation : Goran Bogdan pour son rôle dans Le Père (Otac)